# César Rosario Morales
César Rosario Morales Durán (sinh ngày 5 tháng 10 năm 1986) là một cầu thủ bóng đá người México hiện tại thi đấu cho Club Xelajú MC theo dạng cho mượn từ Dorados de Sinaloa.